# Wairarapa Bush Rugby
Wairarapa Bush es una selección provincial de Nueva Zelanda que representa a la Wairarapa Bush Rugby Football Union de la ciudad de Masterton, Región de Wairarapa en competencias domésticas de rugby.
Desde el año 2006 participa en el Heartland Championship, competencia en la cual ha obtenido un campeonato en 2006.
En el Super Rugby es representado por el equipo de Hurricanes.

## Historia
Nace en 1971 luego de la unión de las federaciones de Wairarapa (fundada en 1896) y Bush.
Desde el año 1976 hasta el 2005 participó en el National Provincial Championship la principal competencia entre clubes provinciales de Nueva Zelanda, en la que logró varios campeonatos de segunda y tercera división.
Desde el año 2006 ingresa al Heartland Championship, en la que ha logrado un campeonatos y una Lochore Cup.
Ha enfrentado en ocho ocasiones a los British and Irish Lions perdiendo en todas.

## Palmarés

### Segunda División (1)
- Segunda División del NPC (1): 1981

### Tercera División (1)
- Tercera División del NPC (1): 2005

### Heartland Championship
- Meads Cup (1): 2006
- Lochore Cup (1): 2010

## All Blacks
- Brent Anderson
- Marty Berry
- Brett Harvey
- Brian Lochore
- Michael McCool
- Robbie McLean